# Alkalofil
Alkalofil (též alkalifil, bazifil) je extrémofilní organismus, který žije ve vysokém pH, tedy v zásaditém prostředí. Jako alkalofilní mikroby označujeme například ty druhy, které žijí v pH 9-11 (tyto hodnoty jsou však pouze orientační a liší se publikaci od publikace). K přežití jsou přizpůsobené tak, že o něco nižší pH udržují pomocí pump, které čerpají kyselé vodíkové kationty dovnitř buňky.

## Známí alkalofilové
- Geoalkalibacter ferrihydriticus[2]
- Bacillus okhensis[3]
- Alkalibacterium iburiense[4]